# Graphania pachyscia
Graphania pachyscia là một loài bướm đêm trong họ Noctuidae.